# 이태준
이태준(李泰俊, 문화어: 리태준, 본명: 이규태, 본명 한자: 李奎泰, 1904년 11월 4일 ~ 1978년)은 일제령 조선과 조선민주주의인민공화국의 소설가이다. 아호는 상허(尙虛), 별명은 조선의 모파상.
강원도 철원군 출신. 어린 나이에 부모를 모두 잃고 친척집을 전전하였다. 이후 가출하여 여러 곳을 방랑하다가 원산 등지에서 객주집 사환 따위 일을 하며 2년여를 보내다 외조모가 찾아와 보살펴주었다. 1921년 휘문고등보통학교에 입학, 1924년 6월 13일 동맹휴교의 주모자로 지적당하여 퇴학당하고 도일하여 조치대학 예과에 입학하였다. 일본에서 《조선문단》에 〈오몽녀〉를 투고, 입선하였으며 《시대일보》에 발표하여 등단하였다.
대학을 중퇴하고 기자로 입사하여 여러 직책을 두루 지냈으며 학교에도 출강하여 작문을 가르쳤다. 1930년 이화여전을 갓 졸업한 이순옥과 결혼. 1931년 이후 작가로서 왕성한 활동을 벌였으며 문단에서의 교유도 활발하여 구인회를 결성, 카프의 목적문학에 반대하는 등 자신의 문학적 색채를 뚜렷이 드러내었다. 1939년 《문장》의 편집을 맡아 신인추천제도를 도입, 임옥인, 최태응 등 작가를 추천하였다.
1943년 강원도로 낙향하여 해방 전까지 칩거하였다. 해방 이후 귀경하여 임화, 김남천 등 카프 계열 작가와 어울리며 조선문학과동맹의 부위원장을 맡아 활동한다. 1946년 돌연 월북, 8월 모스크바를 방문하여 《소련기행》을 쓴다. 6.25 발발 이후 한국군이 평양을 수복했을 때 남한측 인사들이 구출하려 했으나 실패하였고 1956년 숙청당한 뒤 항흥 노동신문사 교정원, 함흥 콘크리트 블록 공장 파고철 수집노동자를 지내는 등 갖은 고생을 하였다. 1964년 중앙당 문화부 창작 제1실 전속작가로 복귀했으며 김진계의 구술기록에서 1969년 1월 강원도 장동탄광 노동자 지구에서 부부가 함께 살고 있다는 것이 마지막 소식으로서 연도 미상으로 사망한 것으로 추정된다.

## 생애

### 등단하기 전까지
1904년 11월 4일 강원도 철원군 묘장면 진명리에서 부친 이창하(李唱夏), 모친 순흥 안씨(順興 安氏)의 1남 2녀 중 장남으로 태어났다. 부친 이창하는 자를 문규(文奎), 호를 매헌(梅軒)이라 하였고, 철원공립보통학교 교원과 덕원감리서주사(德原監理署主事)를 역임하였다. 구한말 개화파적 지식이었던 것으로 추정되는 부친은 당시 의병에게 친일파라 오해받았고 이것은 고향을 떠나는 결정적인 원인이 되었던 것으로 생각된다. 부친은 "사방에 흩어져 있는 동지들과 연락해 가지고는 서울의 완미한 세력권에서 멀리 떨어져 있는 서북간도 일대를 중심으로 거기 널려 있는 조선사람들을 모아 가지고 일본의 유신과 상응하는 이곳 유신을 일으킬 큰 뜻"을 품고 러시아 블라디보스토크로 망명하였다. 그러나 채 뜻을 펼쳐보기도 전에 1909년 가을 35세 나이로 사망하고 만다.
가장을 잃은 일가는 이듬해 고국으로 향했으며 모친이 배에서 둘째 딸을 낳는 바람에 예정을 바꾸어 가까운 포구인 함북 배기미에 내려 인근 소청(素淸) 거리에 정착하게 되었다. 이곳에서 모친이 음식점을 경영하여 얼마간 안정을 찾게 되자 이태준은 서당에 보내져 공부를 하게 되었다. 당시(唐詩)에 흥미를 느꼈고, 글짓기를 좋아하여 시회(詩會)에서 상을 타기도 하였다. 그러나 1912년 모친마저 여의고 졸지에 삼남매는 고아가 되었다. 이태준의 나이 9살 때의 일이었다.
삼남매는 외조모 손에 이끌려 고향에 돌아와 친적집에 맡겨졌으나, 주변에서의 동정과 친척집의 괄시는 이태준을 크게 상처입혔다. 1918년 사립 봉명학교를 우등으로 졸업하고 한 달 후 가출하여 여러 곳을 방랑하다 원산 객주집의 사환으로 정착하였다. 2년여를 여기서 보내던 중 상경하여 고학을 하다 1921년 휘문고등보통학교에 입학, 습작생활에 몰두하였다. 21살 되던 1924년에는 학예부장으로 활동하여 《휘문》 2호에 가람 이병기의 선으로 기행문 〈부여행〉이 1등으로 뽑힌 것을 비롯하여 6편의 글을 발표하였다. 그러나 6월 동맹휴교의 주모자로 지적당해 4학년 1학기에 제적되었다. 휘문고보 벗인 김연만의 조력으로 도일하여 나도향 등과 어울려 '공기만을 먹고사는' 처참한 고학생활을 하였다.

### 등단하다
1925년 일본에서 단편소설 〈오몽녀〉를 《조선문단》에 투고하여 문단에 처음으로 나섰다. 1927년 4월 도쿄 조치대학에 입학하지만 어려운 고학생활을 이겨내지 못하여 동년 가을 자퇴하였다. 귀국하여 모교와 여러 신문사 등에 자리를 알아보았으나 실패하고 한동안 방황하였다. 1929년 개벽사에 입사하여 《학생》이나 《신생》 등의 편집에 관여하는 한편 《어린이》에 많은 동화를 발표하였다.
1930년 5월 이화여전 음악과를 갓 졸업한 이순옥과 결혼하여 가정을 꾸렸다. 작가로서의 본격적인 활동은 이때부터 시작되었다. 1931년 《중외일보》 기자로 입사했으며 이후 신문폐간과 함께 이름을 뜯어고친 《조선중앙일보》의 학예부장이 되었고 이화여전·이보·경보 등에 작문교사로 출강하였다. 이 시기를 이태준 문학의 전성기로 보고 있다. 이태준의 대표작의 대부분이 이때에 쓰여졌으며 구인회 구성에도 앞장서는 등 사회적 위상도 드높아졌다. 1933년에서 1937년까지의 작품을 통해 이태준은 '비경향문학이 낳은 최대의 작가'라는 평가를 받기 이르렀다. 그러나 1937년에 접어들어 시국이 급변하면서 이태준은 지금까지의 자신의 작품을 몽땅 습작이라 낮추어보면서 새로운 경향의 작품의 창작을 다짐하였다.
1939년 《문장》의 창간에 관여하고 책임편집을 맡으면서 식민지 말기 조선문학을 지키는 데 남다른 공헌을 했다. 이 잡지를 중심으로 이태준은 이병기의 주도 아래 고전부흥에 진력하며 의고주의적 취향을 표출하기도 하였다.
1940년대에 접어들면 이태준도 몇몇 친일적 글을 발표한다. 1943년 고향인 철원 근처로 소개하였다 그곳에서 해방을 맞이하였다.

### 광복 이후
광복 후에는 조선프롤레타리아예술가동맹의 경향파 문학과는 거리를 두었던 이전까지의 경향과는 달리 조선문학가동맹과 민주주의민족전선 등 좌파 계열에서 활동했으며, 한국 전쟁 이전인 1946년경에 월북하였기에 이후 조선민주주의인민공화국에서의 행적이나 세상을 떠난 시기가 분명히 알려지지 않았다.
그곳에서 이태준은 김일성을 영웅화하라는 노동당의 지시를 정면으로 비판, 거부했다는 이유로 숙청당한 것으로 알려졌다.
1956년 숙청되어 함흥으로 추방, 함흥노동자신문 교정원으로 배치되었으며, 이후 다시 함흥콘크리트블록공장의 파고철 수집 노동자로 배치되었다. 1964년 조선노동당 중앙당 문화부 창작실 전속작가로 복귀하였으나, 몇 년 후 강원도 장동탄광 노동자지구로 추방, 그 곳에서 사망한 것으로 전해진다. 사망 시기도 1968년경을 비롯한 1960년대 말부터 1980년대 초까지 다양한 주장이 있었으나, 현재는 1970년경이 가장 유력한 사망 시기로 추정되고 있다. 2000년대 들어 탈북 작가인 최진이가 이태준의 딸들이 쓴 일기를 보았다며, 이들의 가족사를 증언한 바 있다. 지금까지 대한민국에 알려진 그의 마지막 행적은 66살이던 1969년 강원도 장동탄광 노동자 지구에서 사회보장으로 부부가 함께 살고 있는 모습만이 전해지고 있을 뿐이다.
생가는 전쟁으로 소실되었고, 현재 생가는 철원읍 율이리 용담마을에 밭으로 이용 중이나 생가터임을 알리는 작은 팻말이 서 있다. 서울에서 거주하던 성북구의 자택은 서울시 민속자료 제11호로 지정되어 있다. 지금은 1999년 외종손녀 조상명이 1933년 이태준이 지은 당호인 수연산방을 내걸고 찻집을 열었다.

## 평가
이태준에 대한 문학적 평가는 단편문학의 대가라는 말로 수렴된다. 민충환은 "김동인이 주춧돌을 놓고 현진건이 갈고 닦은 한국현대 단편소설을 완성한 대가"라고 하였다. 소설의 기교에 관하여 김기림은 이태준을 "우리들이 가진 가장 우수한 스타일리스트"로 평하였으며, 최재서는 "인간상을 묘출하는 데 ... 명확한 수완을 가진 작가"라 칭하며 "스케치적 필치로 그 인물의 말이나 행동을 점점이 터치하여 가는 동안에 어언간 선명한 인간상이 드러난다"고 하였다. 박태원은 "벌써 막연히 일가를 이룬 그 자신의 독특한 예술혼을 가진 극히 존중을 받아 마땅한 작가"라고 평한 바 있다.
역사적 현실을 세련된 문학적 기법과 잘 어울려서 완성도 높은 예술작품으로 만들었다고 평가된다. 초기 소설들은 정갈한 외장이나 서정적 분위기 속에서 궁핍한 시대의 단면을 예민하게 드러내고 있다. 이태준의 예술적 성취는 미적기교가 완숙기에 접어드는 1930년대 후반 작품에서 그 진가를 한껏 발휘한다. 특히 1930년대 말 발표된 〈까마귀〉, 〈복덕방〉, 〈밤길〉 등 작품은 한국 소설문학의 가치를 드높이는 데 크게 기여하였다. 월북 후의 작품은 하나같이 남한측의 잔학성을 고발하는 한편, 이를 통해 적극적인 투쟁의지를 고취하는 내용이다. 한국전쟁기의 작품에는 반미적 성향이 특히 강하게 나타나 있다. 북한체제에 부응하는 것 외에도 이태준 자신이 평소 가지고 있던 서양인에 대한 부정적 견해가 작용되었을 것이라 생각된다. 그러나 이 소설들은 북한에서 적극 수용되지 못하였고, 이태준의 숙청과 더불어 북한 문학사에서 사라져버렸다.

## 가족
1930년 이화여전 음악과를 갓 졸업했던 이순옥과 결혼했다. 슬하에 1931년생 장녀 소명, 1932년생 장남 유백, 1934년생 차녀 소남, 1936년생 차남 유진, 1940년생 삼녀 소현이 있었다.

## 사후
이태준은 여러 방면에서 많은 업적을 남겼음에도 북한에서는 반동작가라는 굴레에 갇혀 사라졌고, 남한에서도 한동한 월북작가라는 멍에를 벗지 못하고 잊혀졌다. 1988년 7월 19일 남한정부의 월·납북작가의 작품에 대한 해금 조치 이후 연구실에서 조심스럽게 진행되던 이태준에 대한 문학연구가 갑작스레 활기를 띠며 상허학회를 중심으로 상당한 수준의 성과물을 양산하게 되었다.
2012년 11월 20일에 개통된 경원선의 백마고지역이 이태준의 생가 터(철원읍 율이리 소재)와 비교적 인접해 있어, 이 역의 명칭을 이태준역으로 하자는 주장이 일각에서 있었으나, 2012년 9월 철원군에서 주민들을 대상으로 진행한 설문조사 결과를 바탕으로 백마고지역으로 역명을 정하였다.

## 주요작품

### 단편소설
- 〈오몽녀〉 (1925)
- 〈복덕방〉
- 〈까마귀〉
- 〈밤길〉
- 〈영월영감〉
- 〈토끼 이야기〉
- 〈달밤〉 (1933) 중앙
- 〈산월이〉
- 〈고향〉 (1933)
- 〈불우선생〉 (1933)
- 〈패강랭〉 (1938)
- 〈농군〉 (1939)
- 〈돌다리〉 (1943)
- 〈해방전후〉 (1946)

### 장편소설
- 《제2의 운명》
- 《왕자 호동》
- 《청춘 무성》
- 《황진이》
- 《농토》
- 《사상의 월야》

## 참고 자료
- 조영복 (2002년 9월 10일). 〈이태준 - 이상적 사회주의를 꿈꾼 뛰어난 문장가〉. 《월북 예술가, 오래 잊혀진 그들》. 서울: 돌베개. ISBN 978-89-7199-150-3.
- 철원농민회, 월북작가 "상허 이태준" 추모제 열려 (2002.8.5)
- 김성동 기자 (2009년 4월 21일). “[현대사 아리랑]카프작가 아니면서 월북한 이태준 (상)”. 위클리 경향.

- 김성동 기자 (2009년 4월 23일). “[현대사 아리랑]카프작가 아니면서 월북한 이태준 (하)”. 위클리 경향.